# Campofilone

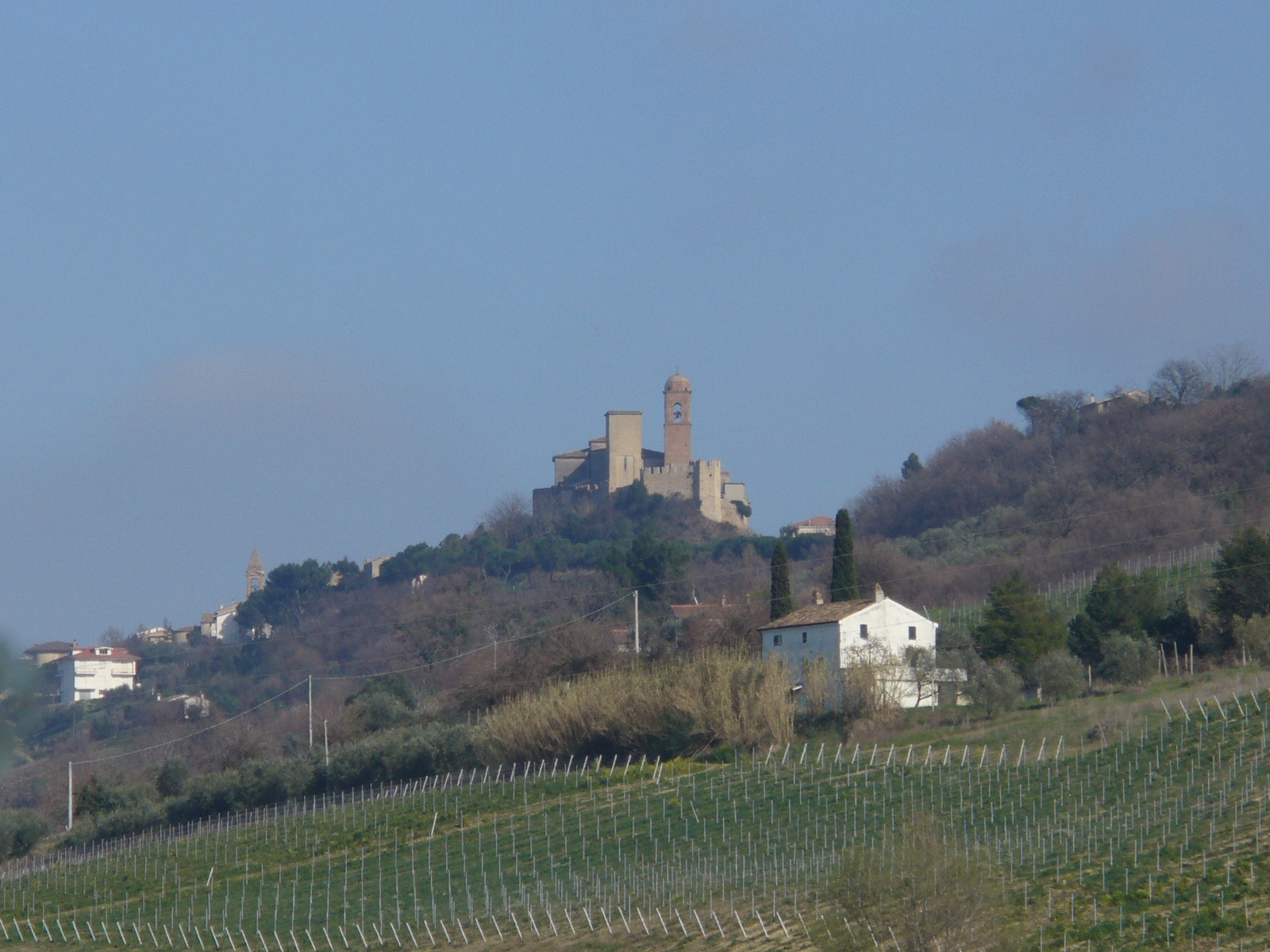
Blick auf Campofilone und die Weinberge

Campofilone (im lokalen Dialekt: Camfillù, Campfillù oder Campufiló) ist eine italienische Gemeinde (comune) mit 1898 Einwohnern (Stand 31. Dezember 2023) in der Provinz Fermo in den Marken. Die Gemeinde liegt etwa 12 Kilometer südöstlich von Fermo an der Adriaküste und grenzt an die Provinz Ascoli Piceno. Die nördliche Gemeindegrenze bildet der Aso.

## Verkehr
Entlang der Küstenlinie führen die Strada Statale 16 Adriatica und die Autostrada A14 (von Bologna nach Tarent) durch die Gemeinde.

## Söhne und Töchter
- Armando Trasarti (* 1948), katholischer Geistlicher und Bischof von Fano-Fossombrone-Cagli-Pergola